# Under the Moonspell
Under the Moonspell is de debuut-ep van de Portugese gothicmetalband Moonspell. Het album is uitgebracht in 1994.

## Tracklist
| Nr. | Titel                                                                                      | Duur |
| --- | ------------------------------------------------------------------------------------------ | ---- |
| 1.  | Allah Akbar! La Allah Ella Allah! (Praeludium/Incantatum Solstitium)                       | 1:51 |
| 2.  | Tenebrarum Oratorium (Andamento I/Erudit Compendyum) (Interludium/Incantatum Oequinoctium) | 7:25 |
| 3.  | Tenebrarum Oratorium (Andamento II/Erotic Compendyum)                                      | 6:02 |
| 4.  | Opus Diabolicum (Andamento III/Instrumental Compendyum)                                    | 4:22 |
| 5.  | Chorai Lusitânia! (Epilogus/Incantatam Maresia)                                            | 1:46 |